# Landkaartje
Het landkaartje (Araschnia levana) is een dagvlinder uit de familie Nymphalidae.

## Kenmerken
De onderkant van de vleugels is een netwerk van lijnen en daar dankt deze vlinder zijn naam aan.
Bijzonder aan deze vlinder is dat er twee vormen zijn. De eerste generatie in het voorjaar is oranjerood met zwarte vlekken terwijl de zomergeneratie zwart is met een witte band en rood-oranje streepjes op de bovenvleugel. De voorjaarsgeneratie is met een voorvleugellengte van 16 tot 18 millimeter ook kleiner dan de zomergeneratie met 17 tot 21 millimeter. Door het aderwerk op de onderzijde kan de zomervorm niet verward worden met andere vlinders zoals de kleine ijsvogelvlinder of de voorjaarsvorm met parelmoervlinders. De verschillende vormen had Carl Linnaeus in 1758 als twee verschillende soorten beschreven. De voorjaarsvorm als Papilio levana en de zomervorm als Papilio prorsa. De seizoensdimorfie wordt veroorzaakt door de diapauze die de overwinterende poppen van de voorjaarsvorm ondergaan.

## Verspreiding en leefgebied
Het landkaartje komt in grote delen van Europa algemeen voor en heeft als leefgebied de bossen, tuinen en bosranden. De vlinder vliegt van zeeniveau tot 1500 meter. De vliegtijd is van april tot en met oktober.

## Waardplanten
De waardplant van de rupsen is de grote brandnetel.

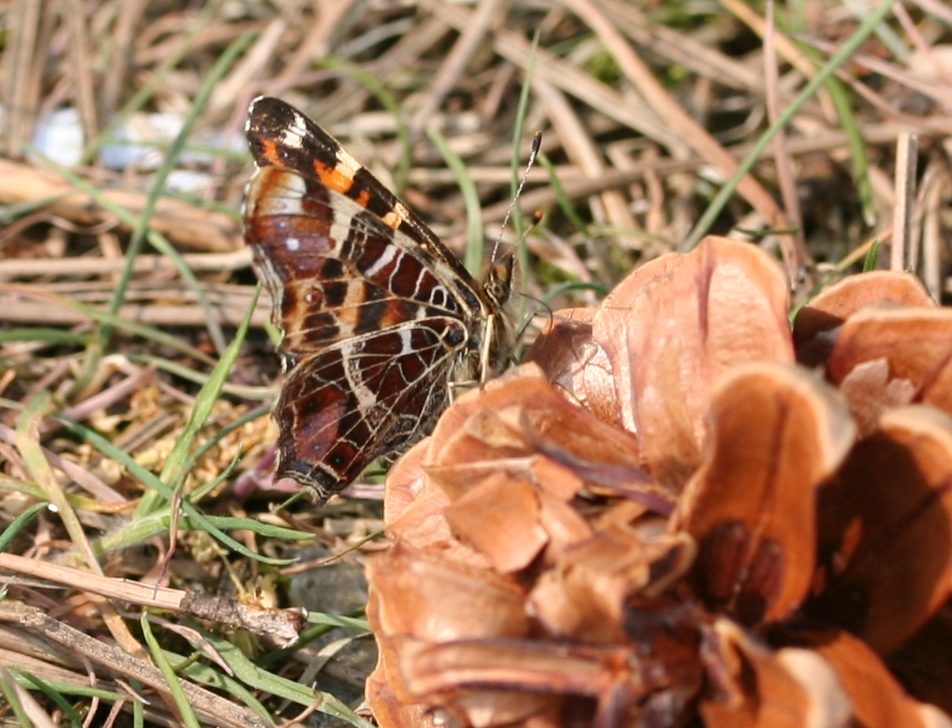
Onderzijde van de vlinder met het landkaartje
- Zomervorm
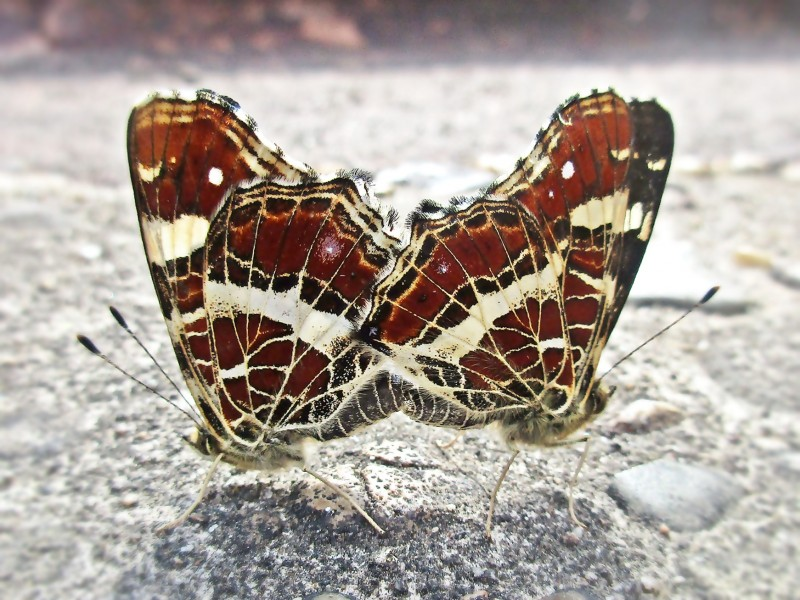
Paring